# Onitis fractipes
Onitis fractipes är en skalbaggsart som beskrevs av Antoine Boucomont 1923. Onitis fractipes ingår i släktet Onitis och familjen bladhorningar. Inga underarter finns listade i Catalogue of Life.